# 随清娱

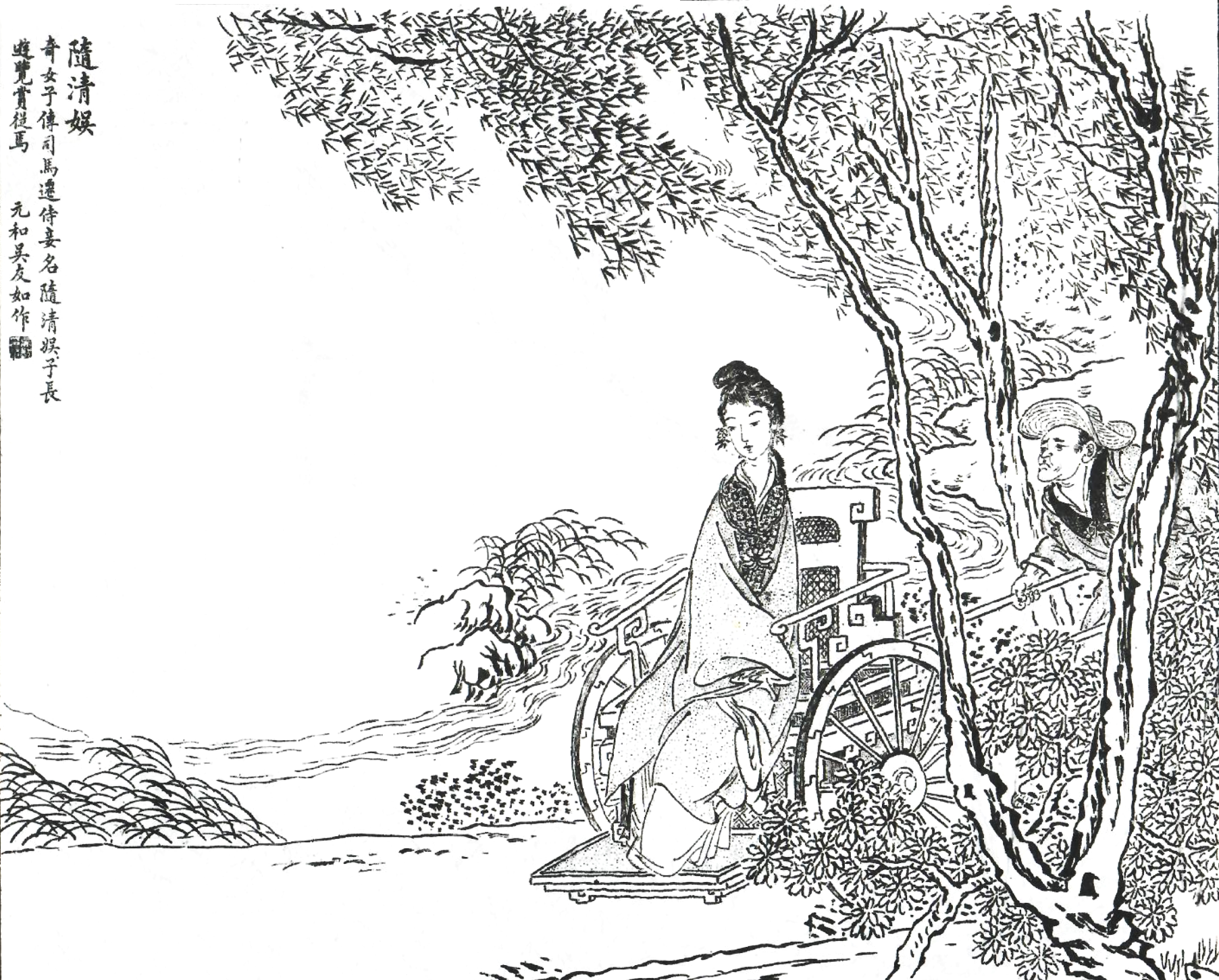
随清娱像，出自《古今百美圖》

随清娱，正史中不见，野史中有记载为汉太史令司马迁的侍妾。年十七归司马迁，随其游历名山。司马迁被召入京师时，留清娱于华阴同州。后司马迁陷腐刑，发愤著书，未几病卒于长安。随清娱听闻后，悲伤过度而死，被州人葬在了某亭下。数百年后，唐代褚遂良任同州刺史，得清娱托梦，醒后便为她立碑撰写墓志。

## 出处
- 《司马迁妾随清娱墓志》[1]
- 《同州府志•列女传》记载：“随清娱，汉太史令司马迁侍妾也。其名不见于汉人记载。至唐永徽二年同州刺史褚遂良，始为志墓之文。盖其鬼夜见褚公自陈生平，乞一言以传于世也。”[2]